# Aubel
Aubel là một đô thị của Bỉ tọa lạc ở tỉnh Liège của vùng Walloon. Tại thời điểm ngày 1 tháng 1 năm 2006, đô thị này có dân số 4.082 dân. Tổng diện tích là 18,83 km², với mật độ dân số 217 người trên mỗi km².
Aubel được biết đến với pho mát, bia.